# Guglielmo Manzi
 (juin 2024).
Guglielmo Manzi, né le 25 août 1784 à Civitavecchia (Latium) et mort le 21 février 1821 à Rome, est un érudit et bibliothécaire italien.

## Biographie
Né à Civitavecchia le 25 août 1784, il s'adonna d'abord au commerce, et fut nommé consul d'Espagne dans sa patrie ; mais il abandonna bientôt ia carrière diplomatique pour se livrer à l'étude des langues et à la recherche d'anciens manuscrits, dont il publia une curieuse collection sous le titre de Testi di lingua inediti tratti della biblioteca vaticana, Rome, 1816, in-8°. En 1817, il donna une édition du Trattato della pittura, de Léonard de Vinci, qu'il dédia à Louis XVIII. C'est à Manzi que l'on doit la découverte d'un autre manuscrit de Léonard : il a pour titre : Trattato sopra l'idraulica. Après avoir été nommé bibliothécaire de la Barberine Manzi voyagea en France et en Angleterre, et visita surtout les bibliothèques de Londres et d'Oxford. Atteint pendant son voyage de graves infirmités, il revint en Italie et mourut à Rome le 21 février 1821.

## Œuvres
Ses ouvrages sont :
- une traduction italienne de l'Histoire Romaine de Velleius Paterculus, Rome, 1813, in-8° ;
- Discorso sopra il commercio degl'Italiani nel secolo XIV. Ce savant discours est en tête du Viaggio di Lionardo di Niccolò Frescobaldi in Egitto ed in Palestina, dont Manzi a donné une édition d'après un nouveau manuscrit. Rome. 1818. 2 vol. in-8° ;
- Discorso sopra gli spettacoli, le feste e il lusso degl'Italiani nel secolo XIV, Rome, 1818, in-8°. Cet excellent livre a fourni à Valéry, l'auteur des Voyages historiques et littéraires en Italie, un des plus intéressants articles des Curiosités et anecdotes italiennes.
- Une traduction  des Dialogues de Lucien, Lausanne, 1819.